# لی چین (بازیگر)
لی چین (چینی: 李沁; پین‌یین: Lǐ Qìn، زادهٔ ۲۷ سپتامبر ۱۹۹۰) همچنین با نام اِسویت لی (انگلیسی: Sweet Li) نیز شناخته می‌شود، یک بازیگر و خواننده اهل چین است.

## اوایل زندگی
لی در ۲۷ سپتامبر ۱۹۹۰ در منطقه باشنگ شهر کونشان، استان جیانگسو متولد شد. لی در ۱۱ سالگی اپرای سنتی چینی را در مدرسه مرکزی شیپای آموخت.
او در سال ۲۰۰۸ از دانشکده اپرای وابسته آکادمی تئاتر شانگهای فارغ التحصیل شد و در رشته کونکو تحصیل کرده است.